# Juggernaut: Alpha
Juggernaut: Alpha è il terzo album in studio del gruppo musicale statunitense Periphery, pubblicato il 27 gennaio 2015 dalla Sumerian Records.

## Descrizione
Si tratta della prima parte del doppio concept album ideato dal gruppo. Secondo il batterista Matt Halpern, Juggernaut: Alpha «si concentra sulla storia passata e lo sviluppo del personaggio» narrato.
In concomitanza con la pubblicazione dell'album, il gruppo ha reso disponibile il videoclip di Alpha, pubblicato per il download digitale il 3 febbraio 2015.

## Tracce
Testi e musiche dei Periphery.
1. A Black Minute – 4:16
2. MK Ultra – 2:50
3. Heavy Heart – 4:22
4. The Event – 1:45
5. The Scourge – 5:36
6. Alpha – 5:31
7. 22 Faces – 3:52
8. Rainbow Gravity – 4:39
9. Four Lights – 2:18
10. Psychosphere – 6:16

## Formazione
Gruppo
- Spencer Sotelo – voce
- Misha Mansoor – chitarra, programmazione
- Jake Bowen – chitarra, programmazione
- Mark Holcomb – chitarra
- Adam "Nolly" Getgood – basso
- Matt Halpern – batteria

Produzione
- Periphery – produzione
- Adam "Nolly" Getgood – missaggio, ingegneria del suono
- Ermin Hamidovic – mastering
- Spencer Sotelo – produzione vocale
- Taylor Larson – ingegneria del suono aggiuntiva
- Ernie Slenkovic – ingegneria del suono aggiuntiva

## Classifiche
| Classifica (2015)          | Posizione massima |
| -------------------------- | ----------------- |
| Australia                  | 22                |
| Austria                    | 49                |
| Germania                   | 83                |
| Regno Unito                | 43                |
| Regno Unito (progressive)  | 29                |
| Regno Unito (rock & metal) | 5                 |
| Stati Uniti                | 22                |
| Stati Uniti (hard rock)    | 2                 |
| Stati Uniti (independent)  | 3                 |
| Stati Uniti (rock)         | 4                 |